# کری هیرویوکی تاگاوا
کری هیرویوکی تاگاوا (به ژاپنی: 田川 洋行 Tagawa Hiroyuki) (زاده ۲۷ سپتامبر ۱۹۵۰)، یک بازیگر، تهیه‌کننده و رزمی‌کار ژاپنی-آمریکایی تبار، که معمولاً به خاطر ایفای نقش شخصیت‌های منفی شناخته شده‌است. او در فیلم‌های متعددی شامل پرل هاربر، مورتال کامبت، خاطرات یک گیشا، تکن، ۴۷ رونین، بارش برف روی سروها و هاچی: داستان یک سگ ایفای نقش کرده‌است.